# Tituly a vyznamenání Vilemíny Nizozemské

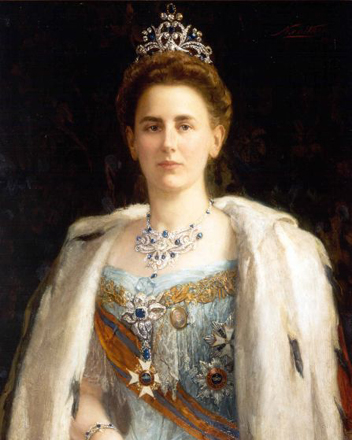
Vilemína Nizozemská s několika vyznamenáními včetně šerpy Vojenského řádu Vilémova

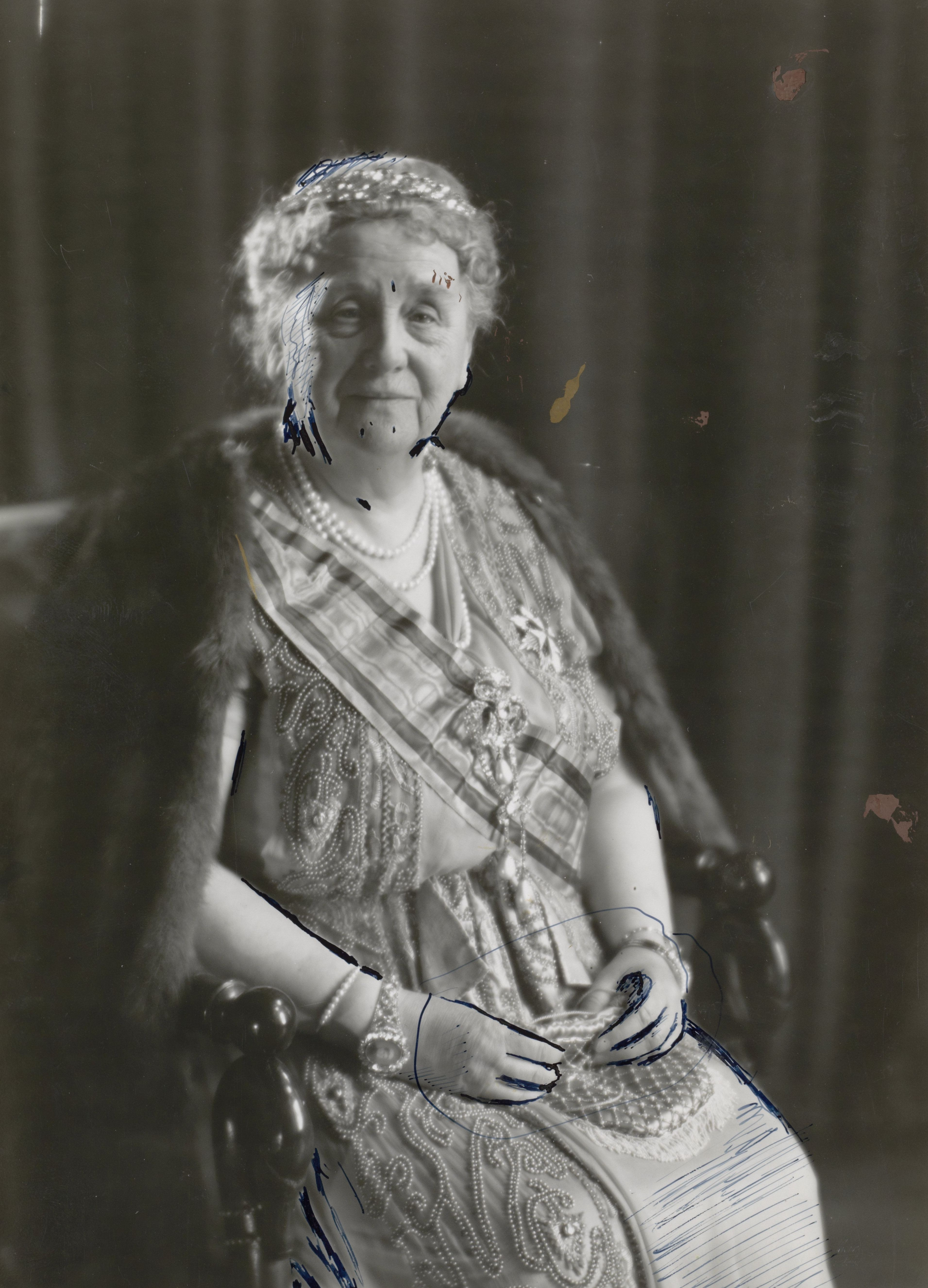
Vilemína v roce své abdikace

Nizozemská královna Vilemína Nizozemská, celým jménem Vilemína Helena Pavlína Marie Oranžsko-Nasavská obdržela během svého života řadu nizozemských i zahraničních titulů a vyznamenání. Během své vlády v letech 1890 až 1948 byla také hlavou nizozemských řádů.

## Tituly
- 1880–1884: Její královská Výsost princezna Pavlína Oranžsko-Nasavská[1]
- 1884–1890: Její královská Výsost princezna Vilemína Nizozemská[1]
- 1890–1948: Její Veličenstvo nizozemská královna
- 1948–1962: Její královská Výsost princezna Vilemína Nizozemská[1]

Plný titul, který Vilemína užíval od svého nástupu na trůn do své svatby zněl: Vilemína, z milosti Boží, královna nizozemská, princezna Oranžsko-Nasavská, vévodkyně limburská, etc. Po své svatbě podle zvyku přijala vévodský titul svého manžela, a stala se z ní vévodkyně mecklenburská.

## Vyznamenání

Erb Vilemíny Nizozemské jakožto dámy Řádu královny Marie Luisy

Královský monogram Vilemíny Nizozemské

### Nizozemská vyznamenání

#### Velmistryně
Od svého nástupu na trůn 23. listopadu 1890 do své abdikace 4. září 1948 byla velmistryní nizozemských řádů:
- Vojenský řád Vilémův
- Řád nizozemského lva
- Řád Oranžsko-Nasavský
- spolu-velmystryně Nassavského domácího řádu zlatého lva
- Domácí oranžský řád

#### Osobní vyznamenání
- velkokříž Vojenského řádu Vilémova – 1948 – Jelikož Vilemína Nizozemská při svém nástupu na trůn v deseti letech nebyla držitelkou žádného z nizozemských řádů se po své abdikaci v roce 1948 ocitla v nezvyklé situaci. Svou abdikací přišla o pozici hlavy nizozemských řádů, a tak nizozemská princezna a bývalá královna nebyla držitelkou jediného nizozemského řádu. Tuto situaci napravila její dcera a také nástupkyně Juliána Nizozemská, která ji udělila velkokříž Vojenského řádu Vilémova.[4][5]

### Zahraniční vyznamenání
- Belgie
  -  velkostuha Řádu Leopoldova – 1898
  -  Válečný kříž
- Brazílie
  -  velkokříž Řádu Jižního kříže
- Československo
  -  Řád Bílého lva I. třídy s řetězem, civilní skupina – 16. srpna 1929[6][7]
- Dánsko
  -  rytíř Řádu slona – 5. září 1922[8]
- Egyptské království
  -  Řád ctností[3]
- Etiopské císařství
  -  řetěz Řádu Šalomounova
- Finsko
  -  velkokříž s řetězem Řádu bílé růže – 1932[9]
- Francie
  -  velkokříž Řádu čestné legie – duben 1898[10]
- Guatemala
  -  velkokříž Řádu Quetzala
- Írán
  -  Řád slunce I. třídy[11]
- Japonsko
  -  Řád drahocenné koruny I. třídy[11]
- Jugoslávie
  -  velkokříž Řádu bílého orla[11]
- Libérie
  -  Řád liberijských průkopníků[3]
- Lucembursko
  -  rytíř Nasavského domácího řádu zlatého lva
  -  velkokříž Řádu dubové koruny – 1914[11]
- Meklenbursko
  -  velkokříž s bronzovou korunou Domácího řádu vendické koruny – 7. února 1901[11]
- Německá říše
  -  dáma I. třídy Řádu Luisina
- Norsko
  -  velkokříž s řetězem Řádu svatého Olafa
- Oldenburské velkovévodství
  -  velkokříž Domácího a záslužného řádu vévody Petra Fridricha Ludvíka[11]
- Osmanská říše
  -  velkokříž Řádu dobročinnosti[11]
- Peru
  -  velkokříž Řádu peruánského slunce
- Polsko
  -  rytíř Řádu bílé orlice – 1923[12]
- Portugalské království
  -  dáma Řádu svaté Isabely[11]
  -  velkokříž Stuhy tří řádů – 7. února 1901[13]
- Rakousko-Uhersko
  -  velkokříž Řádu Alžběty[11]
- Rumunsko
  -  velkokříž Řádu rumunské hvězdy[11]
  -  řetěz Řádu Karla I.
- Ruské impérium
  -  velkokříž Řádu svaté Kateřiny[11]
- Řecko
  -  velkokříž Řádu Spasitele[11]
- Siam
  -  dáma Řádu Mahá Čakrí – 7. září 1897[14]
- Spojené království
  -  Královský řád Viktorie a Alberta I. třídy – 1898[15]
  -  dáma Podvazkového řádu – 24. září 1944[16][17]
- Španělsko
  -  dáma Řádu královny Marie Luisy – 22. prosince 1890[18]
  -  dáma velkokříže s řetězem Řádu Karla III.
  -  dáma velkokříže s řetězem Řádu Isabely Katolické
- Švédsko
  -  člen Řádu Serafínů – 9. září 1922[19]
- Venezuela
  -  Řád osvoboditele[3]